# 山西利和
山西利和（Yamanishi Toshikazu，1996年2月15日—）是一名日本田徑運動員，主攻競走項目。他代表日本參加2013年世界青少年田徑錦標賽得到男子10,000公尺競走金牌，並於2017年夏季世界大學運動會田徑比賽上獲得男子20公里競走金牌。

## 賽事記錄
| 年        | 賽事               | 舉辦城市       | 名次      | 項目           | 記錄      |
| 代表 日本 | 代表 日本          | 代表 日本      | 代表 日本 | 代表 日本      | 代表 日本 |
| --------- | ------------------ | -------------- | --------- | -------------- | --------- |
| 2013      | 世界青少年錦標賽   | 烏克蘭頓涅茨克 | 冠軍      | 10,000公尺競走 | 41:53.80  |
| 2017      | 世界大學運動會     | 臺灣臺北市     | 冠軍      | 20公里競走     | 1:27:30   |
| 2017      | 世界大學運動會     | 臺灣臺北市     | 冠軍      | 團體20公里競走 | 4:28:41   |
| 2018      | 亞洲運動會         | 印尼雅加達     | 亞軍      | 20公里競走     | 1:22:10   |
| 2019      | 世界錦標賽         | 卡達多哈       | 冠軍      | 20公里競走     | 1:26.34   |
| 2021      | 夏季奧林匹克運動會 | 日本札幌       | 季軍      | 20公里競走     | 1:21:28   |

## 外部連結
- 山西利和在的頁面